# Louise Ebert

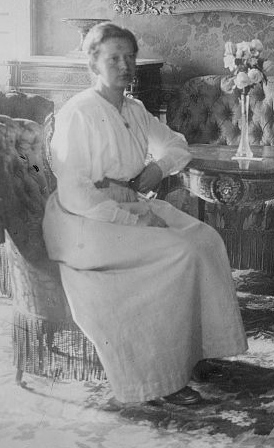
Louise Ebert um 1923

Louise Ebert, vollständig Louise Dorothea Amalie Ebert, geb. Rump, (* 23. Dezember 1873 in Melchiorshausen/Weyhe als Louise Rump; † 18. Januar 1955 in Heidelberg) war die erste „First Lady“ in Deutschland als Ehefrau von Friedrich Ebert, des ersten deutschen Reichspräsidenten. 

## Biografie

### Frühe Jahre
Louise Ebert stammte aus armen Verhältnissen. Ihr Vater Friedrich Hermann Rump war Arbeiter, die Mutter arbeitete als Waschfrau. Sie hatte vier Geschwister. In Leeste besuchte sie sechs Jahre die Dorfschule. Um 1878 zog die Familie nach Bremen.
 
Als junge Frau war sie mit zwölf Jahren als Jungmagd in Weyhe, dann als Hausgehilfin und Etikettenkleberin in Bremen erwerbstätig. Wegen der schlechten Entlohnung engagierte sie sich gewerkschaftlich und kämpfte so für bessere Arbeitsbedingungen und für Lohngleichheit von Frauen und Männern. 1893 wurde sie zur zweiten Vorsitzenden ihrer Bremer Gruppe gewählt. 

### Als Frau von Friedrich Ebert
Am 9. Mai 1894 heiratete sie in Bremen den in Heidelberg geborenen Sozialdemokraten Friedrich Ebert, der 1891 nach Bremen kam und sie 1893 auf einer Gewerkschaftsversammlung kennen lernte. Das Ehepaar erhielt die bremische Staatsbürgerschaft. Als Hausfrau und Mutter gab sie ihm Rückhalt auf seinem Weg vom Redakteur der Bremer Bürger-Zeitung, dann Parteivorsitzender in Bremen, Mitglied und SPD-Fraktionsvorsitzender in der Bremischen Bürgerschaft, Parteisekretär und dann Parteiführer der SPD zum Reichspräsidenten. Louise Ebert wuchs in die Aufgaben hinein, die an sie herangetragen wurden. Sie wurde SPD-Mitglied, war aber parteipolitisch nicht aktiv. Von 1894 bis 1900 führte Ebert zudem die Gastwirtschaft „Zur guten Hilfe“ in der Bremer Neustadt (Brautstraße), Treffpunkt für Gewerkschafter und Sozialdemokraten. Louise Ebert übernahm auch die Leitung der Gaststätte. Die Eberts bewohnten später bis 1905 ein kleines Haus in der Neckarstraße 79 (Neustadt).
Sie war Wegbereiterin und Pionierin im Amt einer „First Lady“. Mit dem Ende der Monarchie war mit dem Kaiser auch Kaiserin Auguste Viktoria, Prinzessin von Schleswig-Holstein-Augustenburg, abgedankt. In der ersten Demokratie trat Louise Ebert als Frau des Reichspräsidenten quasi deren Nachfolge als erste und ranghöchste Repräsentantin des Staates an, doch füllte sie diese Aufgabe mit nüchterner, demokratischer Würde ohne dynastisch-royalem Pomp. Die Familie wohnte bis 1925 im früheren Palais des Grafen von Schwerin im Reichspräsidentenpalais in der Wilhelmstraße (Moltekemarkt 1). Die neue Position füllte Louise Ebert mit Leben und gewann allgemeine Anerkennung. „Mit welch' natürlicher Grazie, ungezwungener Liebenswürdigkeit gab sich die Gastgeberin“ schilderte die Freifrau von Rheinbaben ihr Auftreten.

### Familie

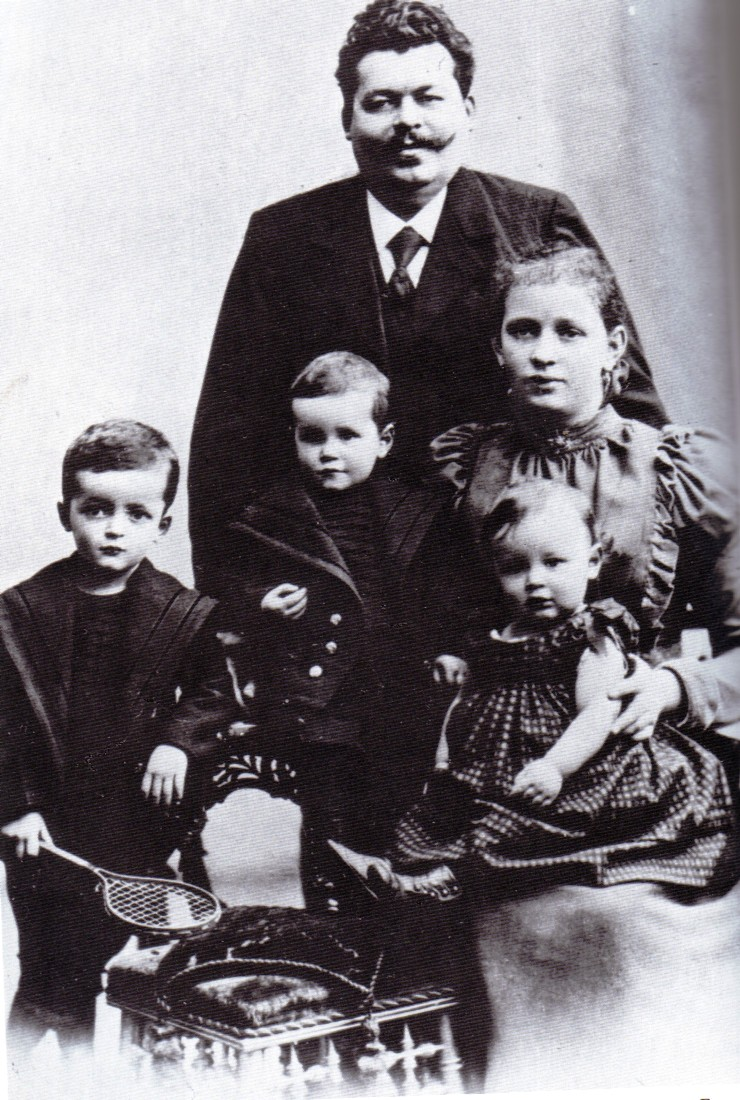
Familie Ebert Weihnachten 1898

Nach dem Tod ihres Mannes wohnte die Familie ab 1925 in Berlin-Wilmersdorf. 
Die Eheleute hatten vier Söhne und eine Tochter, die sie mit Disziplin, Gemein- und Ordnungssinn erzogen:
- Friedrich jun. (1894–1979), späterer Oberbürgermeister von Ost-Berlin
- Georg (1896–1917), im Ersten Weltkrieg gefallen
- Heinrich (1897–1917), im Ersten Weltkrieg gefallen
- Karl (1899–1975), nach dem Zweiten Weltkrieg Landtagsabgeordneter in Baden-Württemberg
- Amalie Jaenecke (1900–1931)

Zudem gab es vier Enkelkinder, u. a. den Journalisten Heinrich Jaenecke (1928–2014). 
1933, nach der Machtübernahme durch die Nationalsozialisten, fanden willkürliche Hausdurchsuchungen durch die SA bei ihr statt. Die Sozialdemokraten Friedrich und Karl waren Repressalien ausgesetzt. Friedrich wurde in ihrer Wohnung verhaftet, saß 1933 acht Monate in mehreren Konzentrationslagern und stand unter Polizeiaufsicht. Louise Ebert mietete 1933 ein Haus in Berlin-Treptow, wo auch ihr Sohn Friedrich nach der Entlassung wohnte. 1943 zog sie wegen der ständigen Bombardierungen nach Lahr/Schwarzwald und 1945 nach Heidelberg um. 1947 besuchte sie u. a. Bürgermeister Theodor Spitta in Bremen, der dazu schrieb: „Ich konnte aufs neue ihre Klugheit, Anmut der Unterhaltung und prächtige Persönlichkeit erfahren.“
Sie wurde auf dem Heidelberger Bergfriedhof begraben.

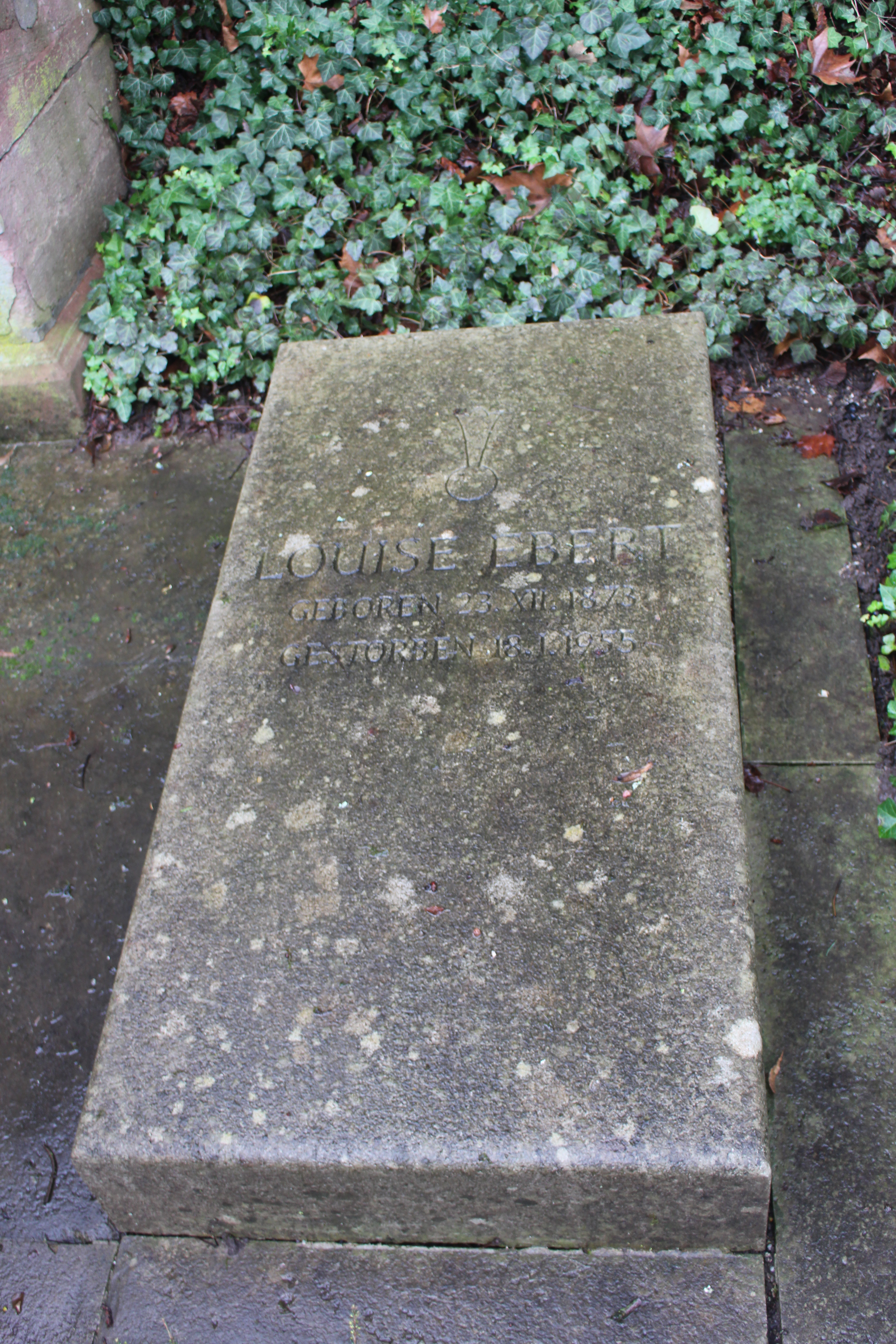
Grabstätte von Louise Ebert, Bergfriedhof Heidelberg

## Ehrungen
- In Heidelberg trägt das AWO-Seniorenzentrum ihren Namen.
- In Weyhe-Kirchweyhe bei Bremen hat ein Sozialzentrum ihren Namen.
- In Weyhe-Leeste und in Bremen wurde eine Straße nach ihr benannt.[3]